# 1964
| 1964                                                         |
| ------------------------------------------------------------ |
| Dødsfald - Fødsler                                           |
| • Begivenheder • Film • Litteratur • Musik • Politik • Sport |

| Gregoriansk kalender | 1964 MCMLXIV            |
| Ab urbe condita      | 2717                    |
| Armensk kalender     | 1413 ԹՎ ՌՆԺԳ            |
| Kinesiske kalender   | 4660 – 4661 癸卯 – 甲辰 |
| Etiopisk kalender    | 1956 – 1957             |
| Jødisk kalender      | 5724 – 5725             |
| Hindukalendere       |                         |
| - Vikram Samvat      | 2019 – 2020             |
| - Shaka Samvat       | 1886 – 1887             |
| - Kali Yuga          | 5065 – 5066             |
| Iransk kalender      | 1342 – 1343             |
| Islamisk kalender    | 1384 – 1385             |

Konge i Danmark: Frederik 9. 1947-1972
Se også 1964 (tal)

## Begivenheder

### Januar
- 4. januar – Pave Paul 6. besøger som den første pave Israel.
- 6. januar – Fra det danske og det græske hof bliver det officielt meddelt, at brylluppet mellem prinsesse Anne-Marie og kronprins Konstantin finder sted til januar næste år.
- 11. januar – Den amerikanske militærkirurg Luther Terry offentliggør en rapport, som dokumenterer, at cigaretrygning er sundhedsskadeligt.
- 16. januar – Københavns Borgerrepræsentation vedtager et forbud mod rygning i hovedstadens sporvogne og busser i de tilfælde, hvor der ikke kan skærmes af for ikke-rygere.
- 16. januar – Sædelighedspolitiet rejser pornografisigtelse mod forlaget Thaning & Appel for at have udgivet den over 200 år gamle bog Fanny Hill.

### Februar
- 6. februar - England og Frankrig bliver enige om at bygge en tunnel under Kanalen
- 11. februar - Kampe mellem Grækenland og Tyrkiet begynder på Cypern

### Marts
- 6. marts -  23-årige prins Konstantin udråbes til hellenernes konge efter faderens død
- 9. marts - den første Ford Mustang forlader samlebåndet
- 14. marts - Jack Ruby bliver dømt til døden for mordet på Lee Harvey Oswald
- 19. marts - Efter flere års arbejde indvies biltunnelen ved Col du Grand-Saint-Bernard mellem Schweiz og Italien
- 21. marts – for første gang afholdes Eurovision Song Contest i København, Danmark. Showet blev afholdt i Tivolis Koncertsal, og Italien vandt med sangen "Non ho l'età" af Gigliola Cinquetti
- 31. marts - den brasilianske general Olímpio Mourão Filho beordrer sine tropper mod Rio de Janeiro, og indleder et statskup i landet

### April
- 2. april - Sovjetunionen opsender rumfartøjet Zond 1 med kurs mod Venus.
- 4. april – De første 5 pladser på USA's single hitliste indtages af The Beatles.
- 17. april - Ford Mustang præsenteres for første gang
- 24. april – Den lille havfrue har fået hovedet savet af i nattens løb
- 26. april – Tanzania dannes ved en samling af Tanganyika og Zanzibar
- 29. april - den hollandske prinsesse Irene og den spanske prins Hugo Carlos vies i Rom

### Maj
- 14. maj - Nikita Khrusjtjov åbner Aswandæmningen i Egypten

### Juni
- 4. juni - den britiske popgruppe The Beatles spiller to koncerter i KB Hallen i København
- 12. juni - den sydafrikanske anti-apartheid-leder Nelson Mandela idømmes livsvarigt fængsel
- 12. juni - den svenske oberst Stig Wennerström idømmes livsvarigt fængsel for spionage for Sovjetunionen
- 16. juni - Sovjetunionens ministerpræsident Nikita Khrusjtjov ankommer på officielt besøg i København sammen med sin hustru og sine tre døtre
- 21. juni - prøveboringer i Nordsøen viser, at der findes gas under havbunden
- 21. juni -  borgerrettighedsaktivister blev myrdet i Mississippi.

### Juli
- 1. juli - Tyskland afholder præsidentvalg.

### August
- 18. august - Sydafrika bliver udelukket fra de Olympiske Lege på grund af landets apartheid-politik
- 20. august – Den syv-årige Mona forsvinder omkring Hvidkilde i den såkaldte Mona-sag.

### September
- 15. september - den socialistiske avis the Daily Herald lukker og efterfølges af Rupert Murdochs The Sun, som bliver den mest solgte avis i England
- 18. september – den 18-årige prinsesse Anne-Marie vies i Athen til 23-årige kong Konstantin 2. af Grækenland
- 20. september - Sverige afholder Riksdagsvalg til Rigsdagen.
- 21. september - Malta bliver selvstændig i Commonwealth efter 164 års britisk styre. Dagen fejres som Maltas nationaldag
- 22. september - Slesvigsk Parti ryger ud af det danske folketing, og de tysksindede nordslesvigeres parti er hermed ikke længere repræsenteret i Folketinget
- 26. september – Eksplosion på Valby Gasværk koster tre arbejdsmænd livet og blæser ruder ud helt op til fem kilometer væk fra gasværket. Efterfølgende er der rapporteret om katastrofelignende tilstande i både Vanløse, Vigerslev og Valby, hvor folk blev kastet rundt med møbler i stuerne og biler smadret af teglsten og murbrokker
- 27. september - Lee Harvey Oswald bliver af Warren-rapporten udpeget som den skyldige i mordet på præsident John F. Kennedy tidligere i 1963. Konklusionen i rapporten er at han arbejdede på egen hånd
- 29. september -  den danske svømmer Greta Andersen svømmer over den Engelske Kanal i ny rekordtid 14 timer og 40 min.

### Oktober
- 5. oktober - gennem en tunnel under Berlinmuren lykkes det 57 østberlinere at flygte til Vestberlin. Det er den største flugt siden murens opførelse
- 10. oktober - Sommer-OL 1964 i Tokyo, Japan, åbnes.
- 12. oktober - for første gang sendes mere end ét menneske ud i rummet med samme rumfartøj, da Sovjetunionen opsender 3 kosmonauter på én gang med Voskhod 1
- 14. oktober - Leonid Bresjnev bliver ny generalsekretær i det sovjetiske kommunistparti og dermed leder af Sovjetunionen efter Nikita Khrusjtjov.
- 24. oktober – Zambia bliver selvstændigt.
- 16. oktober – Kina foretager sin første atomprøvesprængning

### November
- 2. november - Kronprins Faisal af Saudi-Arabien proklameres som ny konge af landet, efter at hans broder Saud er afsat.
- 3. november – Lyndon B. Johnson vinder præsidentvalget i USA.

## Født

### Januar
- 3. januar - Kim Mortensen, dansk folketingspolitiker.
- 4. januar – Mek Pek, dansk sanger.
- 6. januar − Stefan Fjeldmark, dansk tegnefilmsinstruktør.
- 7. januar – Peter Frödin, dansk skuespiller.
- 7. januar – Nicolas Cage, amerikansk skuespiller.
- 17. januar - Michelle Obama, amerikansk præsidentfrue.
- 24. januar - Thomas Winkler, dansk diplomat.

### Februar
- 5. februar - Laura Linney, amerikansk skuespillerinde.
- 16. februar - Christopher Eccleston, engelsk skuespiller.
- 18. februar - Matt Dillon, amerikansk skuespiller.
- 19. februar - Jennifer Doudna, amerikansk biokemiker.

### Marts
- 7. marts - Bret Easton Ellis, amerikansk forfatter.
- 9. marts - Juliette Binoche, fransk skuespillerinde.
- 10. marts - Prins Edward af Storbritannien, britisk prins.
- 11. marts - Vinnie Paul Abbott, amerikansk heavy metal-trommeslager (død 2018).
- 13. marts - Lars Olrik, dansk forfatter og journalist.
- 16. marts - Quinton Hoover, amerikansk illustrator (død 2013).
- 17. marts - Rob Lowe, amerikansk skuespiller.
- 21. marts – Jesper Skibby, dansk professionel cykelrytter.
- 30. marts – Ian Ziering, amerikansk skuespiller.

### April
- 3. april - Bjarne Riis, tidligere dansk cykelrytter og ejer af cykelholdet CSC.
- 7. april - Russell Crowe, newzealandsk-australsk skuespiller.
- 17. april − Torben Forsberg, dansk filmfotograf.
- 20. april – Andy Serkis, engelsk skuespiller.
- 25. april – Hank Azaria, amerikansk skuespiller (The Simpsons).

### Maj
- 1. maj – Peter Skaarup, folketingsmedlem for Dansk Folkeparti.
- 6. maj – Lars Mikkelsen, dansk skuespiller.
- 13. maj – Stephen Colbert, amerikansk talk show-vært.
- 15. maj – Lars Løkke Rasmussen, dansk statsminister (Venstre).
- 26. maj – Lenny Kravitz, amerikansk guitarist og sanger.

### Juni
- 2. juni - Gregers Brinch, dansk komponist.
- 15. juni – Michael Laudrup, dansk fodboldtræner.
- 15. juni – Courteney Cox, amerikansk skuespillerinde.
- 19. juni - Boris Johnson, britisk politiker.
- 22. juni - Dan Brown, amerikansk forfatter.
- 22. juni - Amy Brenneman, amerikansk skuespillerinde.
- 30. juni – Prinsesse Alexandra, ex-kone til Prins Joachim.

### Juli
- 3. juli – Yeardley Smith, amerikansk skuespillerinde (The Simpsons).
- 4. juli – Edi Rama, albansk politiker og billedkunstner.
- 9. juli – Courtney Love, amerikansk rockmusiker og skuespillerinde.
- 26. juli – Sandra Bullock, amerikansk skuespillerinde.
- 28. juli - Jesper Dahl Caruso, dansk journalist og redaktør (død 2020).

### August
- 2. august – Mary-Louise Parker, amerikansk skuespillerinde.
- 3. august – Abhisit Vejjajiva, thailandsk politiker.
- 6. august – Sara Blædel, dansk forfatter og journalist.
- 8. august – Giuseppe Conte, italiensk politiker.
- 15. august – Melinda Gates, amerikansk filantrop.
- 22. august – Mats Wilander, svensk tennisspiller.

### September
- 2. september – Keanu Reeves, canadisk skuespiller.
- 7. september – Eazy-E, (Eric Lynn Wright) amerikansk hip hop/rapper (død 1995).
- 19. september – Trisha Yearwood, amerikansk sangerinde.
- 28. september – Janeane Garofalo, amerikansk skuespillerinde.
- 30. september – Henrik Sartou, dansk teaterinstruktør (død 2005).
- 30. september – Monica Bellucci, italiensk skuespillerinde.

### Oktober
- 3. oktober – Clive Owen, engelsk skuespiller.
- 8. oktober - Ian Hart, engelsk skuespiller.
- 9. oktober – Guillermo del Toro, mexikansk filminstruktør.
- 20. oktober – Kamala Harris, amerikansk vicepræsident.
- 24. oktober - Serhat, tyrkisk sanger, producer og tv-vært.
- 25. oktober – Kevin Michael Richardson, amerikans skuespiller

### November
- 3. november – Paprika Steen, dansk skuespillerinde og filminstruktør.
- 11. november – Philip McKeon, amerikansk skuespiller (død 2019).
- 11. november – Calista Flockhart, amerikansk skuespillerinde.
- 16. november – Diana Krall, canadisk jazzmusiker.
- 24. november – Conleth Hill, nordirsk skuespiller.

### December
- 4. december – Marisa Tomei, amerikansk skuespillerinde.
- 8. december – Teri Hatcher, amerikansk skuespillerinde.
- 13. december – Hide, japansk musiker (død 1998).
- 16. december – Jette Torp, dansk sangerinde og entertainer.
- 18. december – Steve Austin, amerikansk skuespiller.
- 23. december – Eddie Vedder, amerikansk sanger og musiker.
- 29. december – Katrine Marie Guldager, dansk forfatter.
- 30. december – Thomas Larsen, dansk journalist og politisk redaktør.

## Dødsfald

### Januar
- 7. januar – Ingeborg Steffensen, kgl. dansk operasanger (født 1888).
- 8. januar – Julius Raab, østrigsk politiker og forbundskansler (født 1891).
- 15. januar – Jack Teagarden, amerikansk jazzmusiker (født 1905).
- 18. januar – Aug. F. Tams, dansk direktør og virksomhedsgrundlægger (født 1889).
- 18. januar – Jørn Jeppesen, dansk skuespiller (født 1919).
- 26. januar – Grete Klitgaard, dansk sanger (født 1934).
- 29. januar – Alan Ladd, amerikansk skuespiller (født 1913).

### Februar
- 16. februar – Kai Jensen, dansk domprovst og biskop (født 1899).

### Marts
- 5. marts – Erik Appel, dansk højskolemand og politiker (født 1880).
- 10. marts – Fritz Bruun-Rasmussen, dansk biskop, politiker og minister (født 1870).
- 23. marts – Peter Lorre, ungarsk skuespiller (født 1904).
- 27. marts – Emil Reesen, dansk kapelmester og komponist (født 1887).
- 31. marts – Hedvig Collin, dansk maler og illustrator (født 1880).

### April
- 5. april – Øjvind Winge, dansk arvelighedsforsker og botaniker (født 1886).
- 14. april – Søren Vig-Nielsen, dansk arkitekt (født 1876).
- 14. april - Rachel Carson, amerikansk zoolog (født 1907).
- 24. april – Gerhard Domagk, tysk læge og nobelprismodtager (født 1895).

### Maj
- 1. maj - Marcel Rasmussen, dansk grafiker (født 1913).
- 21. maj – James Franck, tysk fysiker og nobelprismodtager (født 1882).
- 29. maj – Alex Suhr, dansk skuespiller (født 1898).

### Juni
- 5. juni – Lauge Koch, dansk geolog, polarforsker og professor (født 1892).

### Juli
- 1. juli – Arvid Müller, dansk manuskript- og tekstforfatter (født 1906).
- 14. juli – Prins Axel, dansk prins (født 1888).

### August
- 12. august – Ian Fleming, engelsk forfatter (født 1908).
- 17. august – Jon Iversen, dansk filminstruktør (født 1889).

### September
- 18. september – Sean O'Casey, irsk forfatter og dramatiker (født 1880).
- 19. september – Axel Kjerulf, dansk komponist, musikkritiker og forfatter (født 1884).
- 25. september – Rasmus Christiansen, dansk skuespiller (født 1885).
- 27. september – Arild Rosenkrantz, dansk maler og billedhugger (født 1870).
- 28. september – Harpo Marx, amerikansk komiker og skuespiller (født 1888).

### Oktober
- 9. oktober – Paul Diderichsen, dansk sprogforsker (født 1905).
- 10. oktober – Eddie Cantor, amerikansk skuespiller og komiker (født 1892).
- 15. oktober - Cole Porter, amerikansk sangskriver og komponist (født 1891).
- 19. oktober – Ebbe Schwartz, dansk fodboldleder (født 1901).
- 20. oktober – Herbert Hoover, amerikansk præsident (født 1874).
- 21. oktober – Per Buckhøj, dansk skuespiller (født 1902).
- 21. oktober – Carl Johan Hviid, dansk skuespiller (født 1899).

### November
- 1. november – Sture Lagerwall, svensk skuespiller og instruktør (født 1908).
- 6. november – Hans von Euler-Chelpin, tysk-svensk biokemiker og nobelprismodtager (født 1873).
- 12. november – Rickard Sandler, svensk politiker og statsminister (født 1884).
- 26. november – Bodil Ipsen, dansk skuespiller (født 1889).

### December
- 11. december – Sam Cooke, amerikansk sanger (født 1931).
- 15. december – C.J. Hambro, norsk politiker, forfatter, journalist og præsident (født 1885).
- 16. december – Johannes Fønss, dansk operasanger (født 1884).
- 17. december – Victor Franz Hess, østrigsk-amerikansk fysiker og nobelprismodtager (født 1883).
- 21. december – Carl Van Vechten, amerikansk forfatter og fotograf (født 1880).

## Nobelprisen
- Fysik – Charles Hard Townes, Nikolaj G. Basov & Aleksandr M. Prokhorov
- Kemi – Dorothy Crowfoot Hodgkin
- Medicin – Konrad Bloch, Feodor Lynen
- 14. oktober - Martin Luther King modtager som den yngste hidtil Nobels fredspris.Fred – Martin Luther King Jr (USA), borgerrettighedsforkæmper
- 22. oktober - Jean-Paul Sartre tildeles nobelprisen i litteratur - men afslår at modtage den

## Sport
- 2. juli "Gentleman" Chris Christensen forsøger i en alder af 38 år at genvinde europamesterskabet i mellemvægt i en kamp i Forum i København mod den tredobbelte OL-guldvinder László Papp, men bliver stoppet i kampens 4. omgang
- 10. oktober - Sommer-OL 1964 i Tokyo, Japan, åbnes
- Esbjerg fB bliver pokalmestre i fodbold
- Jacques Anquetil vinder Tour de France
- 3. december - Brøndby IF bliver grundlagt
- B 1909, Odense dansk mester i fodbold

## Musik
- 7. februar - The Beatles ankommer på deres første besøg i USA til Kennedy Airport i New York City, hvor de modtages af 10.000 begejstrede fans
- 9. februar – The Beatles optræder for første gang på amerikansk TV, da gruppen deltager i det amerikanske TV-program The Ed Sullivan Show. Gruppens optræden ses af mere end 73 million seere og slår alle hidtidige seerrekorder
- The Beatles spiller i KB Hallen
- 23. september - premiere i New York på musicalen Spillemand på en tagryg

## Film
- 15. marts - Richard Burton blev viet til Elizabeth Taylor i Montreal
- 13. april - Sidney Poitier vinder Oscar for bedste mandlige hovedrolle som første sorte skuespiller

- Don Olsen kommer til byen
- Majorens oppasser
- Sommer i Tyrol
- En nævefuld dollars instrueret af Sergio Leone

## TV-serier
- Den originale TV-spille-serie Familien Addams